# Poa mollis
Poa mollis är en gräsart som beskrevs av Joyce Winifred Vickery. Poa mollis ingår i släktet gröen, och familjen gräs. Inga underarter finns listade i Catalogue of Life.